# 周幼婷
周幼婷（1977年6月10日—），臺灣女藝人，出生於高雄，華岡藝校舞蹈科畢業。剛出道時的藝名為「靜」，1999年曾與郭婷婷和林韋伶組成少女團體「3EP美少女」，團體解散後把藝名改回本名「周幼婷」，並沿用至今。
周幼婷現為電視劇女演員，拍過多部廣告片及連續劇（包括迷你劇），並於2012年以《黛比的幸福生活》奪得「第47屆金鐘獎迷你劇集/電視電影最佳女主角」。2010年3月出版個人著作《幼，聽你說》。2012年12月，周幼婷為公視的《含苞欲墜的每一天》扮醜演出，並入圍第48屆金鐘獎戲劇節目最佳女主角獎。雖然角逐金鐘影后失利，不過在新加坡亞洲電視獎，以公視《含苞欲墜的每一天》，擊敗同胞方文琳，奪得最佳女主角 ( 戲劇 / 劇情組 )。

## 個人生活
2014年5月17日與男演員藍正龍在永和戶政事務所辦理登記結婚。
2015年長女誕生。
2016年長子誕生。
2023年6月7日與老公藍正龍騎Ubike至永和行政園區辦理離婚。

## 電視劇
| 年份   | 頻道       | 劇名                 | 飾演         |
| 1997年 | 台視       | 《雙囍》             | 林明玉       |
| 2000年 | 中視       | 《花系列-太陽花》    | 唐菱         |
| 2001年 | 公視       | 《大醫院小醫師》     | 牙牙         |
| 2001年 | 公視       | 《北上最後一班列車》 | 小琪(客串)   |
| 2001年 | 台視       | 《流氓教授》         | 柳玉翠       |
| 2001年 | TVBS歡樂台 | 《向日葵的夏天》     | 唐菱         |
| 2001年 | 台視       | 《天下第一狀》       | 李小瓏       |
| 2002年 | 八大綜合台 | 《十八歲的約定》     | 雯雯         |
| 2002年 | 台視       | 《愛情大魔咒》       | 竇小嵐       |
| 2002年 | 華視       | 《愛上痞子男》       | 林雨柔       |
| 2002年 | 公視       | 《那年夏天的浪聲》   | 陸蔓莉       |
| 2003年 | 公視       | 《赴宴》             | 陳心潔       |
| 2003年 | 華視       | 《新麻辣鮮師》       | 周寧寧       |
| 2003年 | 公視       | 《絕地花園》         | 沈心怡       |
| 2003年 | 公視       | 《含羞草》           | 安子芃       |
| 2004年 | 台視       | 《兄弟姊妹》         | 唐敏敏       |
| 2005年 | 大愛電視台 | 《青青蘭花草》       | 素蘭         |
| 2005年 | 華視       | 《舊情綿綿》         | 林桂蓮       |
| 2006年 | 大愛電視台 | 《生命圓舞曲》       | 林勝勝       |
| 2006年 | 三立台灣台 | 《天下第一味》       | 劉慧雯陳慧雯 |
| 2008年 | 三立台灣台 | 《真情滿天下》       | 劉德慧羅德慧 |
| 2009年 | 公視       | 《我在這邊唱》       | 陳姵嘉       |
| 2010年 | 中視       | 《妻子們的戰爭》     | 曾可倩       |
| 2010年 | 公視       | 《就愛談天》         | 李星儀       |
| 2012年 | 緯來電視台 | 《黛比的幸福生活》   | 黛比         |
| 2012年 | 公視       | 《歌謠風華》         | 純純         |
| 2012年 | 台視       | 《花是愛》           | 李怡華       |
| 2013年 | 公視       | 《含苞欲墜的每一天》 | 劉立平       |
| 2025年 | 公視       | 《郵票與舒芙蕾》     |              |

## 電影
| 年份   | 片名                        | 飾演   |
| 2004年 | 《擁抱大白熊》              | 丁小婷 |
| 2009年 | 《新魯冰花-「孩子的天空」》 | 林雪芬 |
| 2013年 | 《再見北陸》                | Ting   |
| 2014年 | 《寒蟬效應》                | 王文惠 |
| 2014年 | 《小胸維妮的幸福旅程》      | 維妮   |
| 2015年 | 《愛情算不算》              | 邱靜慧 |

### 舞台劇
- 2014《八月，在我家》飾靜安

## 音樂錄影帶
- 1999《All Right》3EP美少女大戰曲目2[5]
- 2012 陳勢安《再痛也沒關係》
- 2013 黃乙玲《惦惦》

## 音樂作品

### EP
- 1999《靜岡》單曲EP

### 專輯
- 1999《3EP美少女大戰》

### 原聲帶
- 2001《大醫院小醫師》心情急救手冊原聲帶

## 主持作品

### 電視節目
- 2000 東森綜合台《好康報到》

## 廣告作品

### 電視廣告
- 1993〈蜜妮洗面乳〉
- 1996〈泛亞和信輕鬆打-「這個月不會來」篇〉
- 1996〈泛亞和信輕鬆打-「小君的選擇」篇〉
- 1996〈光陽機車如意125〉
- 1996〈0935台灣大哥大〉
- 1998〈毛寶抗菌洗碗精〉
- 2000〈布布恰恰卡通活動代言〉
- 2003〈震旦行促銷廣告-Nokia 3650〉
- 2003〈大陸玉麗隱形粉底系列〉
- 2005〈南山人壽-尋找大提琴〉
- 2005〈泥采的美妍世界〉
- 2007〈Panasonic家電代言〉
- 2008〈今生金飾〉

### 平面廣告
- 2007〈樺昇麗池-房地產代言〉
- 2009〈威減除臭用品〉

## 出版作品

### 書籍
| 出版日期 | 書名                          | 作者               | 出版社   | ISBN               |
| 2010年   | 《幼，聽你說-森林系女生隨想》 | 周幼婷，張皓然攝影 | 哈林文化 | ISBN 9789868553699 |

## 獎項紀錄
| 年份   | 獲提名               | 獎項                                           | 結果 |
| ------ | -------------------- | ---------------------------------------------- | ---- |
| 2004年 | 《在黑暗中漫舞》     | 第40屆金鐘獎戲劇類最佳女配角                   | 提名 |
| 2012年 | 《黛比的幸福生活》   | 第47屆金鐘獎迷你劇集／電視電影女主角獎         | 獲獎 |
| 2013年 | 《含苞欲墜的每一天》 | 第48屆金鐘獎戲劇節目女主角獎                   | 提名 |
| 2013年 | 《含苞欲墜的每一天》 | 第18屆亞洲電視大獎最佳女主角 ( 戲劇 / 劇情組 ) | 獲獎 |

## 外部連結
- 周幼婷痞客邦個人部落格 （页面存档备份，存于）
- 比武製作-周幼婷簡介（页面存档备份，存于）
- 周幼婷 JADE CHOU的Facebook專頁
- 周幼婷的新浪微博
- 周幼婷 JADE CHOU的Instagram帳戶
- 周幼婷在互联网电影资料库（IMDb）上的資料（英文）
- 周幼婷在香港影庫上的簡介
- 周幼婷在豆瓣上的资料（简体中文）
- 周幼婷在时光网上的簡介（简体中文）
- 周幼婷在台灣電影網上的資料（繁體中文）